# Veliki Magellanov oblak
Veliki Magellanov oblak je bližnja satelitska galaksija naši Galaksiji. Na oddaljenosti malo več kot 50 kiloparsekov (≈ 160.000 svetlobnih let) je tretja najbližja galaksija Galaksiji. Od središča Galaksije sta bližji Pritlikava eliptična galaksija v Strelcu (~ 16 kpc) in Pritlikava galaksija v Velikem psu (~ 12,9 kpc). Masa Velikega Magellanovega oblaka je približno 10 milijard Sončevih mas ({\displaystyle 10^{10}m_{\odot }}), kar znaša približno 1/10 naše Galaksije. Je četrta največja galaksija v Krajevni skupini. Po velikosti so od nje večje Andromedina galaksija (M31), naša Galaksija in Trikotnik (M33).
Leta 2021 so v Velikem Magellanovem oblaku odkrli črno luknjo, ki naj bi bila kar enajstkrat večja od Sonca.